# Humanistiska föreningen vid Stockholms universitet
Humanistiska föreningen vid Stockholms universitet, förkortat HumF [hum:ef],  är en fakultetsförening för studerande vid Stockholms universitet. Föreningen huserar i Gula villan bakom Stockholms universitetsbibliotek.

## Verksamhet
Föreningen bedriver studiesocial verksamhet, vilken i mångt och mycket påminner om nationsverksamheten i Uppsala och Lund. Föreningens lokaler hålls öppna dagtid för dess medlemmar som har möjlighet att studera, umgås eller spela piano i Gula villan. Föreningens regelbundna verksamhet utgörs främst av den återkommande "onsdagspuben", men även av soppluncher, croquis, spelkvällar, filmvisningar och traditionella studentmiddagar. Utöver detta arrangerar föreningen en kandidatceremoni för studenter som tagit sin kandidat vid fakulteten. Föreningen har också en studentkör, kallad HumHum.

## Organisation
Universitetet har totalt fyra fakulteter, ett antal som något överstigs av antalet föreningar med fakultetsföreningsstatus. Vid Humanistiska fakulteten är HumF enda förening med fakultetsföreningsstatus. Fakultetsföreningarna vid Stockholms universitet ingick i kårobligatoriet och det var således fram till och med 2010 krav på att studenter vid en viss fakultet också var medlemmar i respektive fakultetsförening. Fram till 1962 var fakultetsföreningarna även en del av studentkårens politiska organisation. Fram till dess hämtades studentrepresentationen i kårfullmäktige från fakultetsföreningarna, men 1962 beslutades om att studentkåren skulle ha ett politiskt system baserat på det riksdagens valsystem. Sedan dess har fakultetsföreningarna varit självständiga organisationer. I efterdyningarna av kårobligatoriets avskaffande har dock HumF sedan 2014 ingått ett avtal med Stockholms universitets studentkår om gemensamt medlemssystem, vilket innebär att medlemskap i HumF numera löses via kårexpeditionen eller kårens hemsida.
Inspektor för Humanistiska föreningen är sedan 2018 Bengt Novén, professor i franska.

## Historia
Föreningen konstituerades den 16 mars 1914 vid ett sammanträde för Studentföreningen vid Stockholms högskola, som Humanistiska Avdelningen. Samtidigt upplöstes den fristående sammanslutning, Humanistiska Föreningen, som tidigare existerat. Dess tillgångar om 17 kr. överlämnades som startkapital till Avdelningen. Avdelningens första ordförande var Brita Gentele-Sillén, gift Juhlin-Dannfelt, bekant för sina insatser på det politiska och kommunala området. Avdelningen kom senare att byta namn till Humanistiska föreningen, 1929. 

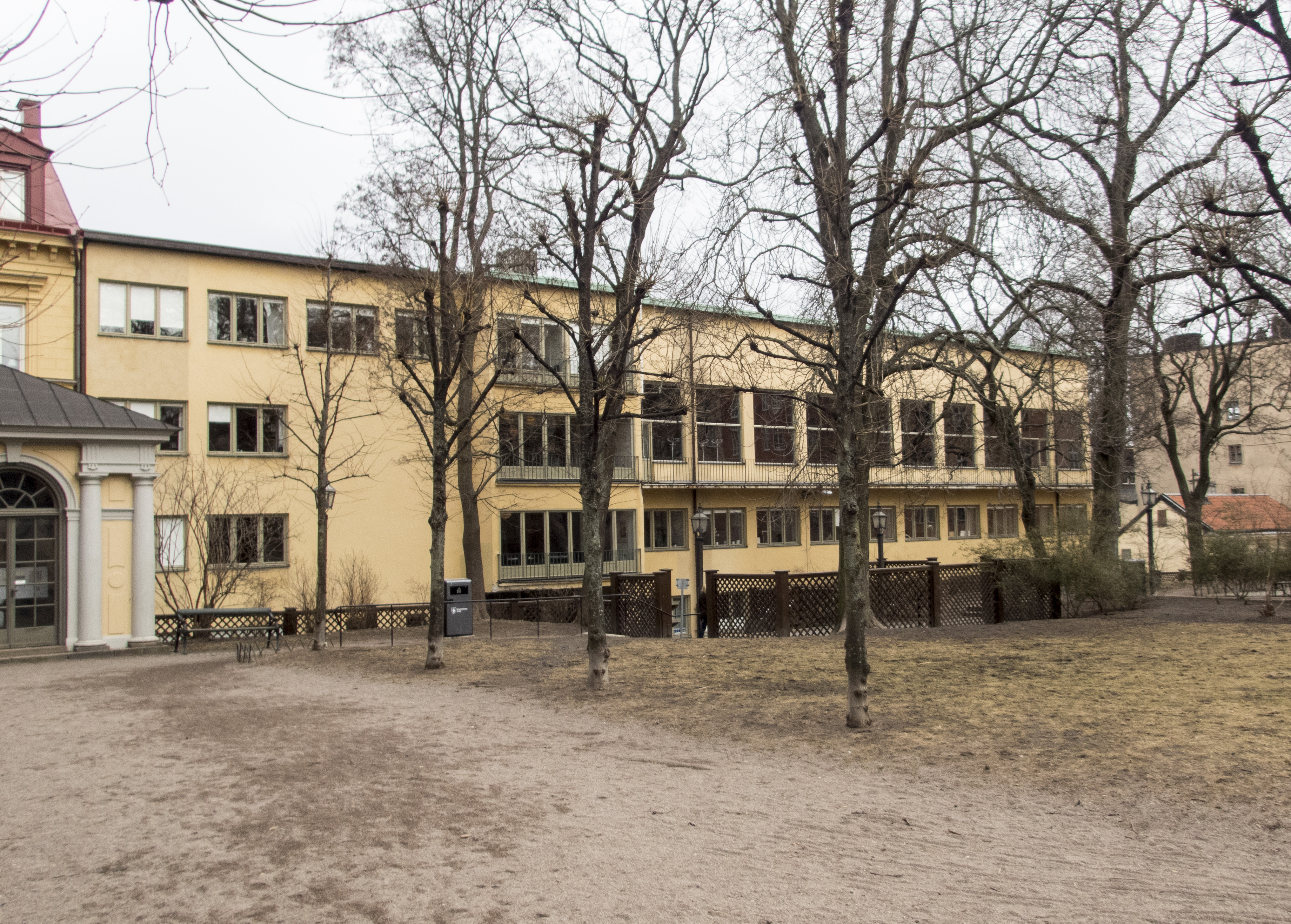
Gamla kårhuset

I december 1930 invigdes Stockholmsstudenternas kårhus, som dåvarande kårordförande och blivande humanistinspektor Sven B.F. Jansson mottog "ur prins Eugens hand". Humanistiska föreningen flyttade in 1936 i ett eget rum på bottenvåningen där fakultetsföreningarna givits utrymme. 1935 skiljdes från föreningen, den kursverksamhet som HumF bedrivit sedan föreningens uppkomst. Av denna kursverksamhet bildades "Kursverksamheten vid Stockholms högskola". Ett personellt samband till HumF kvarstod dock länge därefter, eftersom såväl funktionärer som kursledare i hög grad hämtades från HumF. Idag är kursverksamheten känd under namnet Folkuniversitetet öst. 

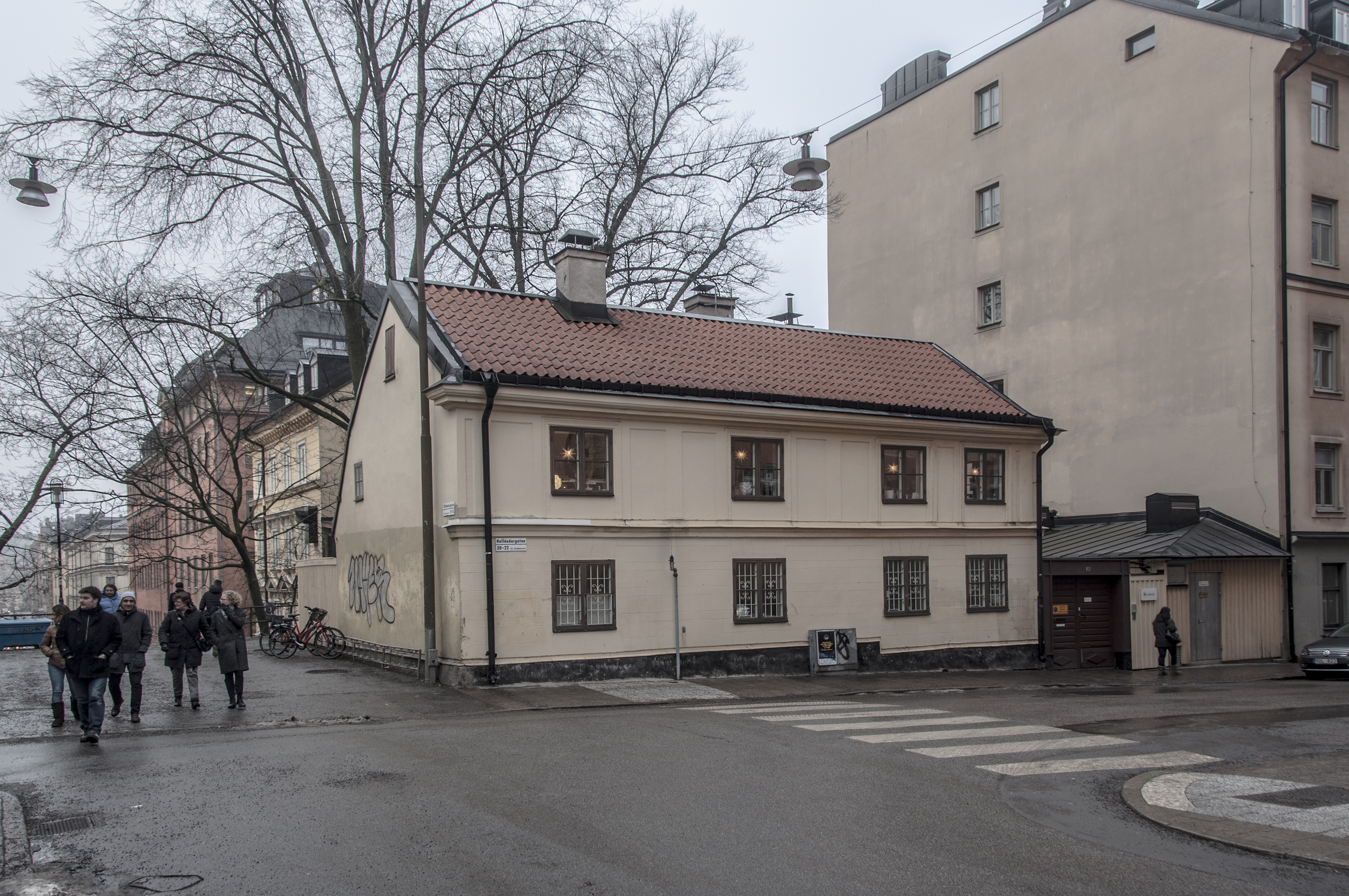
Holländargatan 30

1959 flyttade HumF ut ur kårhuset och tvärs över gatan in i "Rucklet" på Holländargatan 30. Där huserade föreningen fram till 1972. Under denna period på 60-talet studerade Magnus Härenstam vid universitetet och blev 1966 ordförande för föreningen. Genom föreningen lärde han känna bland annat Lars "Brasse" Brännström och Lasse Hallström och kom att samarbeta med dem framöver under sin tid på SVT.
1964 bröt sig de samhällsvetare som tidigare ingått i HumF ur föreningen och bildade Samhällsvetenskapliga föreningen (SF). I spåren av studentrevolten 68' lades SF i malpåse, men återupplivades under 1990-talet.
1972 beslutatde studentkåren att vräka fakultetsföreningarna som huserade i "Rucklet" med hänvisning till att huset behövdes för andra ändamål. HumF fann nya lokaler ett stenkast bort i universitetsbokhandelns gamla lokaler på Kungstensgatan 38. Kanske bättre lämpade för bokförsäljning, men efterhand och med träget arbete tämligen hemtrevliga samt med ett större rum lämpat för föredragsaftnar och liknande tillställningar i begränsade sällskap.
1988 flyttade HumF ut till Frescati och in i Gula villan på det nya universitetsområdet. Till en början huserade föreningen i 70% av huset tillsammans med humanistiska ämnesrådet som disponerade resten. Samt med kåren som hyresvärd som hyrde ut huset på helgtid. 1992 slöts en ny överenskommelse med kåren vilket innebar att HumF tillsammans med Naturvetenskapliga föreningen(NF) disponerade huset fullt ut. NF huserade sålunda på övervåningen och HumF på undervåningen, fram till 2005 då NF kunde kunde flytta in i eget hus, Gröna villan. Därefter disponerade HumF hela huset fram till och med 2013 då de ekonomiska effekterna av kårobligatoriets avskaffande gav sig till känna. Vid denna tidpunkt slöts ett avtal med Humanistiska fakulteten om en delning av husets lokaler mellan föreningen och fakulteten. Således håller föreningen efter 2013 till på Gula villans undervåning.

## Vänorganisationer
Studentkåren DISK, Stockholm 

Konglig Elektrosektionen, Stockholm 

Medicinska Föreningen, Stockholm 

Humanistiska Föreningen vid Åbo Akademi, Åbo 

Humanistiska och teologiska studentkåren, Lund 

Nylands nation, Helsingfors 

Västgöta nation, Uppsala 

Åbo Akademis Studentkår, Åbo 